# Капверн
Капверн (фр. Capvern) насеље је и општина у јужној Француској у региону Миди Пирене, у департману Горњи Пиринеји која припада префектури Бањер де Бигор.
По подацима из 2011. године у општини је живело 1281 становника, а густина насељености је износила 58,65 становника/km². Општина се простире на површини од 21,84 km². Налази се на средњој надморској висини од 608 метара (максималној 664 m, а минималној 358 m).

## Демографија
| 1962. | 1968. | 1975. | 1982. | 1990. | 1999. | 2011. |
| ----- | ----- | ----- | ----- | ----- | ----- | ----- |
| 763   | 938   | 1.027 | 932   | 1.025 | 1.074 | 1.281 |

График промене броја становника у току последњих година